# Opel 1,8 liter

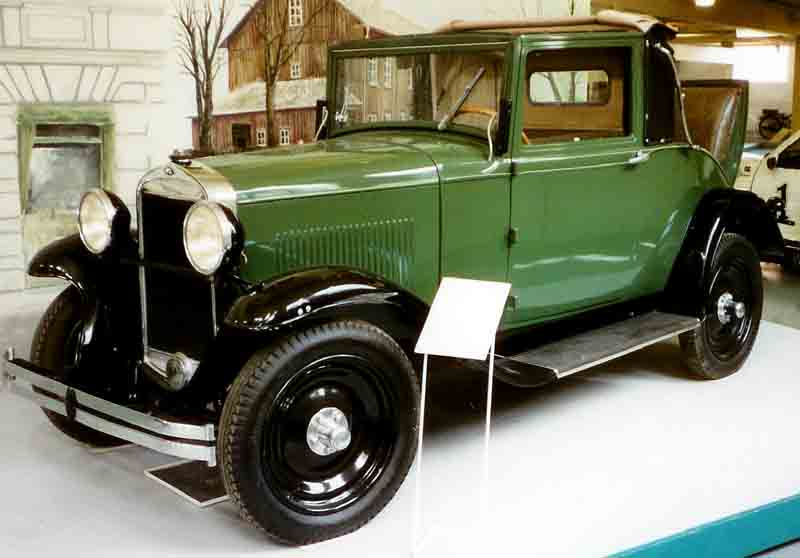
Opel 18B 1,8-Liter Cabriolet (1931)

De Opel 1,8 liter werd in 1931 geïntroduceerd als de opvolger van de Opel 8/40 PS en werd geproduceerd tussen 1931 en 1933. Binnen deze periode werden er uiteindelijk 32.285 eenheden geproduceerd. De auto viel in de middelklasse. 
De naam 1,8 liter verwijst naar de grootte van de motor, die 1,8 liter was. Hiermee was de motor aanzienlijk kleiner dan de voorganger. Deze leverde in 1931 31,4 pk en 100 nm bij 3200 tpm met de 1790cc 6-cilinder motor. Hiermee kon de auto een topsnelheid bereiken van 85 km/h.
De motor werd uiteindelijk verbeterd, zo leverde hij in 1933 al 32,7 pk, waardoor hij vanaf nu een topsnelheid had van 90 km/h in plaats van 85 km/h die de motor voorheen had. 
De 1,8 Liter was beschikbaar in een tweedeur-coupé, tweedeur-Cabriolet en een 2- en 4-deurige limousine.
Een verdere versie van de Opel 1,8 Liter was de Opel 1,8 Liter Regent. Dit was een luxe uitvoering als Roadster, welke later Opel Moonlight Roadster genoemd werd. De naam regent verwees naar de Opel Regent, een topklasse auto van Opel die gemaakt werd tussen 1927 en 1929.
In 1933 werd de Opel 1,8 Liter uit productie gehaald en werd hij opgevolgd door de Opel 6.
| Opel-modellen van 1920 tot 1945 — volgend » | Opel-modellen van 1920 tot 1945 — volgend » | Opel-modellen van 1920 tot 1945 — volgend » | Opel-modellen van 1920 tot 1945 — volgend » | Opel-modellen van 1920 tot 1945 — volgend » | Opel-modellen van 1920 tot 1945 — volgend » | Opel-modellen van 1920 tot 1945 — volgend » | Opel-modellen van 1920 tot 1945 — volgend » | Opel-modellen van 1920 tot 1945 — volgend » | Opel-modellen van 1920 tot 1945 — volgend » | Opel-modellen van 1920 tot 1945 — volgend » | Opel-modellen van 1920 tot 1945 — volgend » | Opel-modellen van 1920 tot 1945 — volgend » | Opel-modellen van 1920 tot 1945 — volgend » | Opel-modellen van 1920 tot 1945 — volgend » | Opel-modellen van 1920 tot 1945 — volgend » | Opel-modellen van 1920 tot 1945 — volgend » | Opel-modellen van 1920 tot 1945 — volgend » | Opel-modellen van 1920 tot 1945 — volgend » | Opel-modellen van 1920 tot 1945 — volgend » | Opel-modellen van 1920 tot 1945 — volgend » | Opel-modellen van 1920 tot 1945 — volgend » | Opel-modellen van 1920 tot 1945 — volgend » | Opel-modellen van 1920 tot 1945 — volgend » | Opel-modellen van 1920 tot 1945 — volgend » | Opel-modellen van 1920 tot 1945 — volgend » | Opel-modellen van 1920 tot 1945 — volgend » |
| ------------------------------------------- | ------------------------------------------- | ------------------------------------------- | ------------------------------------------- | ------------------------------------------- | ------------------------------------------- | ------------------------------------------- | ------------------------------------------- | ------------------------------------------- | ------------------------------------------- | ------------------------------------------- | ------------------------------------------- | ------------------------------------------- | ------------------------------------------- | ------------------------------------------- | ------------------------------------------- | ------------------------------------------- | ------------------------------------------- | ------------------------------------------- | ------------------------------------------- | ------------------------------------------- | ------------------------------------------- | ------------------------------------------- | ------------------------------------------- | ------------------------------------------- | ------------------------------------------- | ------------------------------------------- |
| Type                                        | 1920                                        | 1920                                        | 1920                                        | 1920                                        | 1920                                        | 1920                                        | 1920                                        | 1920                                        | 1920                                        | 1920                                        | 1930                                        | 1930                                        | 1930                                        | 1930                                        | 1930                                        | 1930                                        | 1930                                        | 1930                                        | 1930                                        | 1930                                        | 1940                                        | 1940                                        | 1940                                        | 1940                                        | 1940                                        |                                             |
| Type                                        | 0                                           | 1                                           | 2                                           | 3                                           | 4                                           | 5                                           | 6                                           | 7                                           | 8                                           | 9                                           | 0                                           | 1                                           | 2                                           | 3                                           | 4                                           | 5                                           | 6                                           | 7                                           | 8                                           | 9                                           | 0                                           | 1                                           | 2                                           | 3                                           | 4                                           |                                             |
| Compacte klasse                             |                                             |                                             |                                             |                                             | Laubfrosch                                  | Laubfrosch                                  | Laubfrosch                                  | Laubfrosch                                  | Laubfrosch                                  | Laubfrosch                                  | Laubfrosch                                  | Laubfrosch                                  |                                             | 1,0 liter                                   |                                             |                                             |                                             |                                             |                                             |                                             |                                             |                                             |                                             |                                             |                                             |                                             |
| Compacte middenklasse                       |                                             |                                             |                                             |                                             |                                             |                                             |                                             |                                             |                                             |                                             |                                             | 1,2 liter                                   | 1,2 liter                                   | 1,2 liter                                   | 1,2 liter                                   | 1,2 liter                                   | P4                                          | Kadett I & II                               | Kadett I & II                               | Kadett I & II                               | Kadett I & II                               |                                             |                                             |                                             |                                             |                                             |
| Compacte middenklasse                       |                                             |                                             |                                             |                                             |                                             |                                             |                                             |                                             |                                             |                                             |                                             |                                             |                                             |                                             | 1,3 liter                                   | 1,3 liter                                   | Olympia                                     | Olympia                                     | Olympia                                     | Olympia                                     | Olympia                                     |                                             |                                             |                                             |                                             |                                             |
| middenklasse                                | 6/16 PS                                     | 8M21                                        | 8M21                                        |                                             |                                             |                                             |                                             | 7/34 PS                                     | 7/34 PS                                     | 8/40 PS                                     | 8/40 PS                                     | 1,8 liter                                   | 1,8 liter                                   | 1,8 liter                                   | 2,0 liter                                   | 2,0 liter                                   | 2,0 liter                                   | 2,0 liter                                   |                                             |                                             |                                             |                                             |                                             |                                             |                                             |                                             |
| Hogere middenklasse                         | 9/25 PS                                     | 9/25 PS                                     | 9/30 PS                                     | 9/30 PS                                     | 9/30 PS                                     |                                             |                                             |                                             |                                             |                                             |                                             |                                             |                                             |                                             |                                             |                                             |                                             | Super 6                                     | Super 6                                     | Kapitän                                     | Kapitän                                     |                                             |                                             |                                             |                                             |                                             |
| Hogere middenklasse                         |                                             |                                             | 10/30 PS                                    | 10/30 PS                                    | 10/30 PS                                    | 10/40 PS                                    | 10/40 PS                                    | 10/40 PS                                    | 10/40 PS                                    | 10/40 PS                                    |                                             |                                             |                                             |                                             |                                             |                                             |                                             |                                             |                                             |                                             |                                             |                                             |                                             |                                             |                                             |                                             |
| Topklasse                                   | 14/30 PS                                    | 14/30 PS                                    | 14/30 PS                                    | 14/30 PS                                    | 14/30 PS                                    |                                             |                                             | 12/50 PS / 15/60 PS                         | 12/50 PS / 15/60 PS                         | 3,7 liter / 4,2 liter                       |                                             |                                             |                                             |                                             |                                             |                                             |                                             | Admiral                                     | Admiral                                     | Admiral                                     |                                             |                                             |                                             |                                             |                                             |                                             |
| Topklasse                                   | 21/55 PS                                    | 21/55 PS                                    | 21/55 PS                                    | 21/55 PS                                    | 21/55 PS                                    |                                             |                                             |                                             | Regent                                      | Regent                                      |                                             |                                             |                                             |                                             |                                             |                                             |                                             |                                             |                                             |                                             |                                             |                                             |                                             |                                             |                                             |                                             |
| Topklasse                                   | 30/75 PS                                    |                                             |                                             |                                             |                                             |                                             |                                             |                                             |                                             |                                             |                                             |                                             |                                             |                                             |                                             |                                             |                                             |                                             |                                             |                                             |                                             |                                             |                                             |                                             |                                             |                                             |
| Vrachtwagen                                 |                                             |                                             |                                             |                                             |                                             |                                             |                                             |                                             |                                             |                                             | Blitz                                       | Blitz                                       | Blitz                                       | Blitz                                       | Blitz                                       | Blitz                                       | Blitz                                       | Blitz                                       | Blitz                                       | Blitz                                       | Blitz                                       | Blitz                                       | Blitz                                       | Blitz                                       | Blitz                                       |                                             |
| Eigenaar                                    | Opel                                        | Opel                                        | Opel                                        | Opel                                        | Opel                                        | Opel                                        | Opel                                        | Opel                                        | Opel                                        | General Motors                              | General Motors                              | General Motors                              | General Motors                              | General Motors                              | General Motors                              | General Motors                              | General Motors                              | General Motors                              | General Motors                              | General Motors                              | General Motors                              | General Motors                              | General Motors                              | General Motors                              | General Motors                              |                                             |

